# Anatolij Sofronow
Anatolij Władimirowicz Sofronow (ros. Анатолий Владимирович Софронов, ur. 6 stycznia?/19 stycznia 1911 w Mińsku, zm. 10 września 1990 w Moskwie) – radziecki publicysta, poeta i dramaturg.
W młodości pracował w fabryce jako frezer, ślusarz, a następnie redaktor gazetki zakładowej. W 1937 ukończył studia na wydziale literackim Rostowskiego Instytutu Pedagogicznego. Od 1940 r. członek WKP(b)-KPZR. W czasie II wojny światowej korespondent frontowy gazety „Izwiestija”. Jego najsłynniejsze dzieła to sztuka W pewnym mieście („В одном городе”) z 1946 roku (wydanie polskie 1949) i dramat Moskiewski charakter („Московский характер”) z 1948 (wydanie polskie 1949). W latach 1948–1953 był sekretarzem zarządu Związku Pisarzy ZSRR, a w 1953–1986 pełnił funkcję redaktora naczelnego tygodnika „Ogoniok”.

## Twórczość
Sofronow debiutował drukiem w 1929, za właściwy debiut literacki uznaje się jednak publikację zbioru wierszy Słoneczne dni („Солнечные дни”) w 1934. Opublikował ponad 40 sztuk teatralnych podejmujących aktualną problematykę, wykraczającą jednak poza ramy oficjalnej polityki kulturalnej, m.in. przez komediową i wodewilową osnowę dramatów. Był także autorem zbiorów wierszy, pieśni, poematów, scenariuszy filmowych i librett operetkowych.

## Nagrody i odznaczenia
Sofronow był laureatem licznych państwowych nagród i odznaczeń, m.in.:
- Nagroda Stalinowska, dwukrotnie: 1948 (za W pewnym mieście) i 1949 r. (za Moskiewski charakter)
- Medal Sierp i Młot (16 stycznia 1981)[2]
- Order Rewolucji Październikowej (1971)
- Państwowa Nagroda RFSRR im. K. Stanisławskiego (1973) – za dramaty Spadek („Наследство”) i Huragan („Ураган”)
- Order Lenina, trzykrotnie
- Order Czerwonego Sztandaru Pracy
- Bohater Pracy Socjalistycznej (16 lutego 1981)

## Odbiór Sofronowa w Polsce
Pisarz tłumaczony i wystawiany w Polsce na przełomie lat 40. i 50. XX w.
We współczesnej polskiej kulturze masowej znany przede wszystkim za pośrednictwem wypowiedzi Stanisława Anioła z serialu telewizyjnego Alternatywy 4 (1983). Anioł twierdzi, że Sofronow pisał w kuźni, ponieważ odgłosy pracy mobilizowały go do wysiłku twórczego. Apokryficzna postać pisarza Sofronowa pomyślana przez twórców filmu jako satyra na pseudoerudycję peerelowskich działaczy oświatowo-kulturalnych oraz jako ironiczne przywołanie wzorców socrealistycznych obecnie funkcjonuje jako symbol swoistej grafomanii oraz mityczny klasyk, autor aforyzmów.